# Сологуб, Юлия Николаевна
Юлия Николаевна Сологуб (укр. Юлія Миколаївна Сологуб; 16 декабря 1994, Нововолынск, Волынская область, Украина — 8 января 2020, Тегеран, Иран) — бортпроводница рейса PS752 Boeing 737-800, сбитого в январе 2020 года возле Тегерана. Герой Украины (2020).

## Биография
Юлия Сологуб родилась 16 декабря 1994 года в Нововолынске, в 2012 году окончила Нововолынскую школу № 1 — коллегиум (ныне — Нововолынский лицей № 1). Позднее проживала в Киеве, где окончила факультет романской филологии Киевского национального лингвистического университета.
С мая 2018 года работала в «Международных авиалиниях Украины», в том числе последние полгода — бортпроводницей.
8 января 2020 погибла в результате катастрофы Boeing 737, направлявшегося из Тегерана в Киев и сбитого на взлёте ракетами противовоздушной обороны Ирана.
Была похоронена на Дарницком кладбище Киева.

## Награды
Указом президента Украины от 29 декабря 2020 года за героизм и самоотверженные действия, проявленные при исполнении служебного долга Юлии Николаевне Сологуб было присвоено звание Героя Украины с вручением ордена «Золотая Звезда».

## Личная жизнь
В 2018 году вышла замуж.